# Timotheus (strategos)
Timotheus (Oudgrieks Τιμόθεος) (? - 354 v.Chr.) was een Atheens politicus en strategos.
Timotheus was de zoon van Conon en leerling en vriend van de redenaar Isocrates. In 377/378 v.Chr. werd Timotheus voor de eerste maal strategos. Bij de stichting van de tweede Delisch-Attische Zeebond, droeg hij in 375/374 v.Chr. tot de toetreding van Korkyra (Korfoe), Kephallenia (Kefalonia), Zakynthos en Epirus bij. Op grond van het verwijt van Iphicrates en Kallistratos dat hij Korkyra onvoldoende had beschermd, werd hij uit zijn ambt ontheven. Kort daarop trok hij zich naar Perzië terug, waar hij de opstandige satraap Ariobarzanes steunde en in 366 v.Chr. Samos heroverde voor Athene.
In 362 v.Chr. keerde hij naar Athene terug. Als strategos voerde hij enkele militaire operaties uit gedurende de bondgenotenoorlog. Zo slaagde hij erin na een beleg van tien maanden Samos in te nemen. Hij breidde ook het Atheense grondgebied uit in de Thracische Chersonessus en Chalcidice, maar slaagde er niet in om Amphipolis te nemen. Toen hij daarop in 356 v.Chr. er niet in slaagde samen te werken met zijn ambtsgenoot Chares bij de zeeslag bij Embata tegen Chios, omdat een storm de koers van de vloot kruiste, probeerde de overmoedige Chares zelf de slag te winnen, maar mislukte hierin jammerlijk. Timotheus werd hierop in een openbaar proces door Apollodoros aangeklaagd, waarin hij tot een hoge boete van 100 talenten veroordeeld werd. Hij vluchtte naar Chalkis, waar hij stierf.

## Referentie
- L. Adkins - R.A. Adkins, art. Timotheus (1), in L. Adkins - R.A. Adkins, Handbook to Life in Ancient Greece, New York, 1997.

- Gemeinsame Normdatei: 119404346
- International Standard Name Identifier: 0000 0000 4694 8340
- Library of Congress Control Number: no2008006539
- Virtual International Authority File: 67275235
- WorldCat: E39PBJcWxbYMKkFWXXywgXXfMP